# Liberté de tester en droit québécois
Pour un article plus général, voir Liberté de tester.
En droit québécois, la liberté de tester est une règle qui donne la possibilité au testateur de déshériter complètement les membres de sa famille et d'attribuer la dévolution de ses biens à n'importe quelle personne physique ou à n'importe quelle personne morale qui l'autorise dans ses statuts.

## Origines historiques
Cette règle est issue de l'influence britannique dans la période postérieure à la Conquête de 1760. Elle est notamment énoncée dans le texte de l'Acte de Québec.

## Disposition du Code civil
La liberté de tester n'est pas un terme expressément prévu au Code civil du Québec. Par contre, la doctrine retient que l'article 703 C.c.Q. (« Toute personne ayant la capacité requise peut, par testament, régler autrement que ne le fait la loi la dévolution, à sa mort, de tout ou partie de ses biens ») énonce la liberté de tester.

## Tempéraments à la liberté de tester
Sous le Code civil du Bas-Canada (1866), la liberté de tester était quasi illimitée, mais le Code civil du Québec (1994) a apporté quelques légers tempéraments à la liberté de tester. Les deux principaux tempéraments sont la survie de l'obligation alimentaire (art. 684 C.c.Q.) ainsi que le partage du patrimoine familial (art. 417-418 C.c.Q.). Il s'agit toutefois de tempéraments au montant disponible dans le patrimoine du défunt, cela n'affecte pas le principe général que les membres de la famille peuvent être déshérités en faveur de n'importe qui.

## Inexistence de cette règle en droit français
En droit français, une telle règle n'existe pas, en raison de la réserve héréditaire.